# 邵文凱
邵 文凱（しょう ぶんがい、[[1887年]〈光緖13年〉 - 没年不明）は、中華民国の軍人。北京政府時代は奉天派と目される。後に中華民国臨時政府や汪兆銘政権の華北政務委員会に参加した。字は仲則。

## 事績
遼陽の大地主の家庭に生まれる。日露戦争に際して乃木希典が邵文凱の実家に泊まったことがあり、その時に乃木から可愛がられたことがきっかけで、邵は軍人を目指したという。
1919年（民国8年）、東三省講武堂第5期歩兵科を卒業する。1927年（民国16年）、第8軍少将参謀長に任命された。翌年、東北陸軍第27旅旅長代理に昇進し、少将銜を授与された。1931年（民国20年）、東北憲兵副司令兼北平戒厳司令に任ぜられる。1936年（民国25年）10月、中将銜を授与された。
1937年（民国26年）7月の盧溝橋事件に際しては、邵文凱は撤退する冀察政務委員会委員長の宋哲元を見限って日本側に転じる。そのまま中華民国臨時政府に参与し、翌1938年（民国28年）3月12日、治安部憲兵司令に就任した。汪兆銘政権にも参加し、臨時政府を改組した華北政務委員会で引き続き憲兵司令を務めている。1944年（民国33年）5月、河南省省長を兼任した。翌年5月、軍事委員会委員に異動している。
日本敗北後、河北省長の栄臻と共に邵文凱は国民政府に逮捕され、軍事委員会委員長北平行営主任・李宗仁が主宰する軍事法廷で死刑判決を受けた。しかし、実際の執行状況は不明である。

## 注
1. 1 2 3 4 5  徐主編(2007)、785頁。
2. 1 2 3  尾崎監修(1940)、160-161頁。
3. ↑  劉国銘主編(2005)、1431頁は、1890年（光緒16年）とする。
4. 1 2 3  朽木(1967)、112-113頁。
5. ↑  尾崎監修(1940)、160-161頁は、「海城県」出身としている。
6. ↑  臨時政府令、令字第143号、民国27年3月12日（『政府公報』第9号、臨時政府行政委員会公報処、民国27年3月21日、無頁）。
7. ↑  益井(1948)、153頁。
8. ↑  余ほか(2006)、1422-1423頁。
9. ↑  栄臻も同じ軍事法廷で死刑判決を受けたが最終的に執行されず、新中国で1960年に病没した。